# 屠又良
屠又良，字伊和，浙江秀水县（今属嘉兴市）人，仁和籍。清朝官员。

## 生平
康熙二年（1663年）中式浙江乡试第一名举人（解元），康熙九年（1670年）进士，任扶沟县知县，升同知。解官归里，四墙萧然。工诗词，举瓶山诗会，风雅倡酬。康熙《秀水县志》录其诗词。

## 詩作
- 《南湖臨汛疊倦圃先生韻》[1]

梵宮遺蹟弔裴休，放眼看花出杖頭。
斜月有心窺謝墅，巨魚何計脫任鉤。
樓臺異舊悲興廢，鷗鷺沿波自去留。
倚棹不愁波浪惡，離騷一卷酒千甌。
- 《金明寺訪晦岳上人再疊前韻》[1]

禪伯西來有貫休，灑然並坐碧山頭。
虎馴危砌曾投杖，魚樂深潭不下鉤。上人住錫匡盧，游寓金明寺，舉放生會。
錐也無時唯我共，石能點處喜君留。
談清已絕纖塵染，繞指茶香泛素甌。